# Rietschen

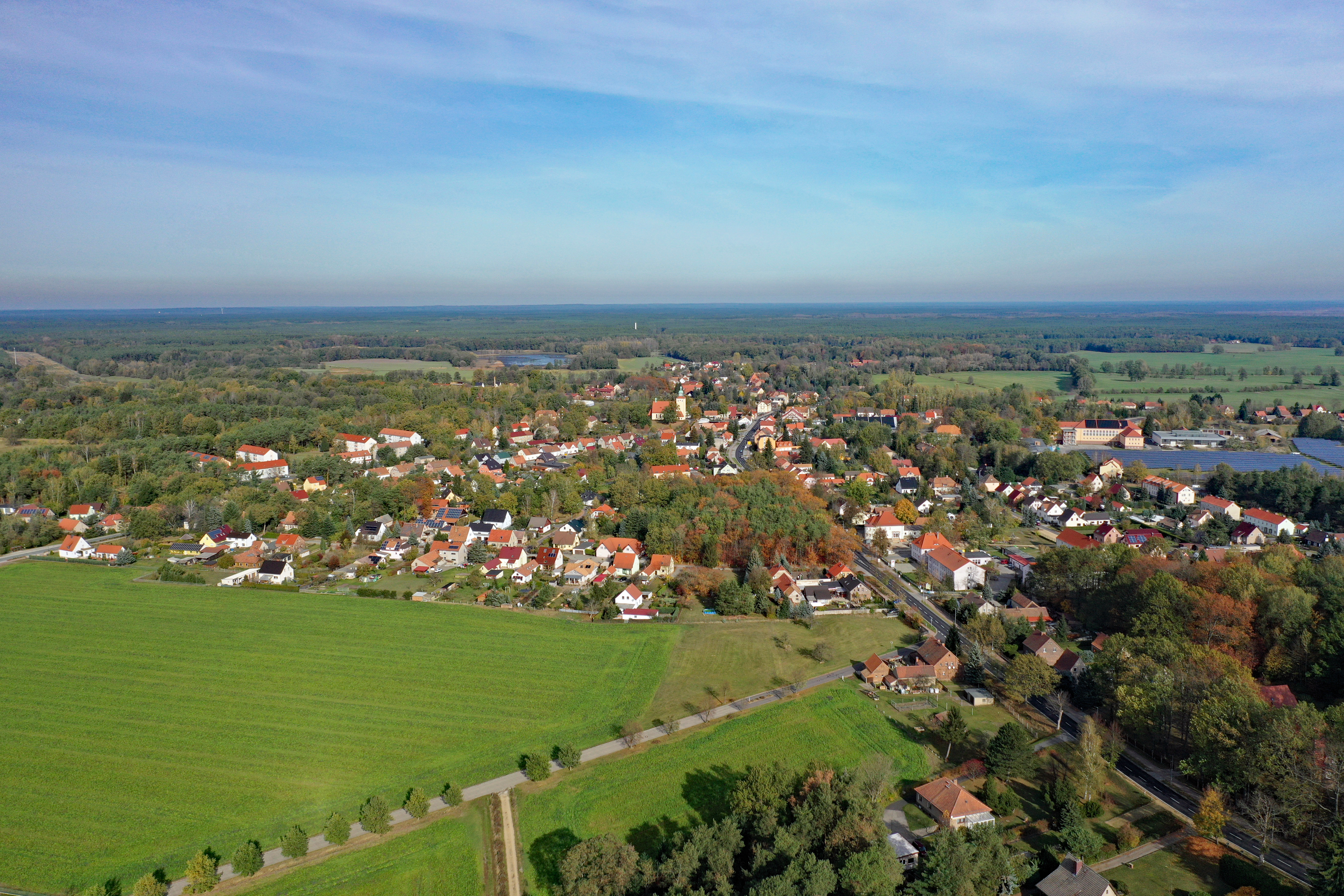
Luftbild von Rietschen 2019

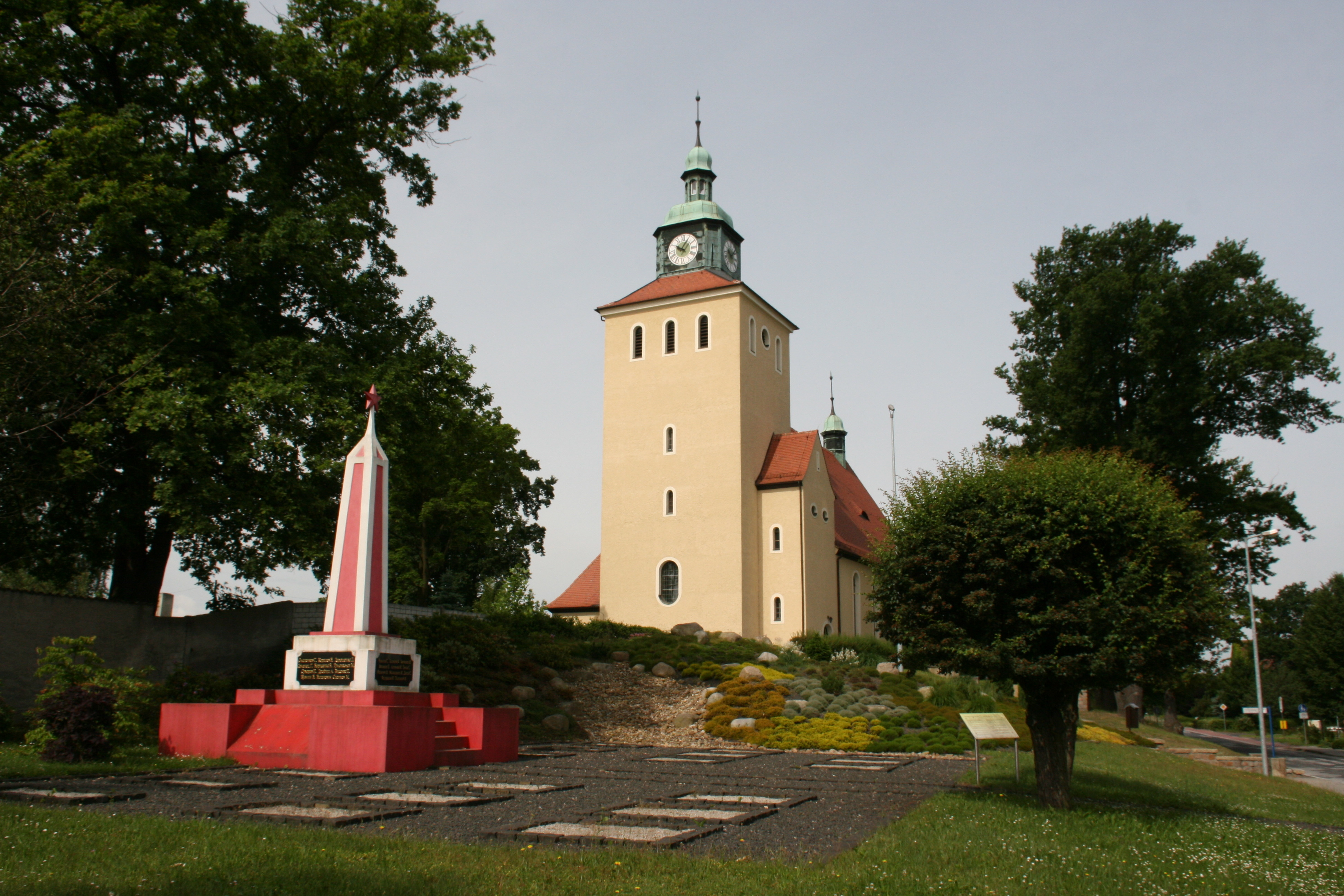
Kirche in Rietschen

Rietschen, obersorbisch Rěčicyⓘ, ist ein Dorf und eine Gemeinde im Landkreis Görlitz im Osten des Freistaates Sachsen. Die Gemeinde ist Sitz der Verwaltungsgemeinschaft Rietschen.
In der Gemeinde leben etwa 2600 Einwohner, 1100 davon im gleichnamigen Hauptort. Die Gemeinde liegt vollständig im sorbischen Siedlungsgebiet der Oberlausitz, der Großteil der Orte ist jedoch bereits seit Mitte des 19. Jahrhunderts weitestgehend germanisiert.

## Geographie

### Gemeindegliederung
Die Gemeinde besteht aus den Ortsteilen
- Rietschen (obersorbisch Rěčicy, 1866 Einwohner am 31. Dezember 2009),
- Daubitz (Dubc, 563 Einwohner),
- Teicha (Hatk, 208 Einwohner)
- Hammerstadt (Hamoršć, 92 Einwohner),
- Altliebel (Stary Lubolń, 28 Einwohner) und
- Neuliebel (Nowy Lubolń, 44 Einwohner).

Der Ortsteil Rietschen wiederum gliedert sich in die Orte
- Rietschen (1158 Einwohner),
- Neuhammer (Nowy Hamor, 201 Einwohner),
- Nieder Prauske (Delnje Brusy, 351 Einwohner) und
- Werda (Wjerto, 179 Einwohner).

Weitere Siedlungen innerhalb der Gemeinde sind Feldhäuser, Heidehäuser, Neu-Daubitz und Walddorf.
Die Orte Berg, Linda, Mocholz, Publick, Tränke, Wunscha, Viereichen und Zweibrücken existieren heute zumeist tagebaubedingt nicht mehr. Der Name des ebenfalls überbaggerten Altliebel wurde auf die Nachbarsiedlung Nappatsch übertragen.

### Geographische Lage
Die Gemeinde Rietschen befindet sich im nördlichen Teil des Landkreises. Sie liegt etwa 10 km nordwestlich der Stadt Niesky am Nordrand des Naturraumes Oberlausitzer Heide- und Teichgebiet unweit der Muskauer Heide. Die Bundesstraße 115 und die Bahnstrecke Cottbus–Görlitz führen durch die Gemeinde. Mehrere Ortsteile werden vom Weißen Schöps durchflossen.
Im Westen schließt sich der Tagebau Reichwalde an, im Norden der Truppenübungsplatz Oberlausitz.

### Nachbargemeinden
Umgebende Gemeinden sind Weißkeißel im Norden, Krauschwitz im Nordosten und Osten, Rothenburg/O.L. im Südosten, Hähnichen und Niesky im Süden, die zur Verwaltungsgemeinschaft gehörende Gemeinde Kreba-Neudorf im Südwesten, und Boxberg/O.L. im Westen und Nordwesten.

## Geschichte
Im 19. Jahrhundert westlich von Rietschen ausgegrabene Gefäße eines bronzezeitlichen Gräberfeldes belegen eine urgeschichtliche Besiedlung.
Die nach der Völkerwanderung größtenteils menschenleere Oberlausitz wurde erst ab dem 7. Jahrhundert von slawischen Sorben besiedelt, denen im Zuge der Ostexpansion deutsche Siedler folgten. Die urkundliche Ersterwähnung des Ortes, 1362 als Reczicz, deutet auf eine ursprünglich slawische Siedlung am Fluss (sorbisch rěka), dem Weißen Schöps.
Bereits gegen Ende des 14. Jahrhunderts bestand im Ort ein Herrensitz, der sich bis zum Anfang des 17. Jahrhunderts zum Rittergut entwickelte. Der frühere Gutshof mit seinen Feldern, Wiesen, Teichen und Wäldern und Sitz eines adligen Patrimonialgerichts war für die Gutssiedlung von immenser Bedeutung. Eingepfarrt war das Dorf bereits in vorreformatorischer Zeit nach Daubitz.
Das Königreich Sachsen musste 1815 beim Wiener Kongress große Gebietsabtretungen an das Königreich Preußen akzeptieren, darunter ein Großteil der 1635 im Zuge des Prager Friedens vom Königreich Böhmen erhaltenen Lausitz, so dass Rietschen ab 1815 für die nächsten 130 Jahre unter preußischer Verwaltung stand. Im Rahmen einer Verwaltungsreform kam der Ort 1816 an den neu gegründeten Kreis Rothenburg in der preußischen Provinz Schlesien.
In der zweiten Hälfte des 19. Jahrhunderts, insbesondere nach dem Anschluss an die Eisenbahnstrecke Berlin–Görlitz im Jahr 1867, verlor das Rittergut an Bedeutung und der Ort entwickelte sich zum Industriedorf. Den 1852 bestehenden Sägewerken folgten 1872 bis 1900 drei Glashütten und 1907 die Ton- und Bergbaugesellschaft Teicha.
Die 1885 in Rietschen eingerichtete Schule erhielt 1890 ein eigenes Gebäude. Vorher erfolgte der Schulbesuch bis 1847 in Daubitz und danach in der neuen Schule in Nieder Prauske. Ein weiterer Schulneubau erfolgte 1913.
Aufgrund der beständig gewachsenen Bevölkerung wurde 1911 beschlossen, eine Tochterkirche zu bauen, die in den Jahren 1914 bis 1916 zeitgleich mit dem Neubau der Daubitzer Kirche entstand. Die künstlerische Ausgestaltung übernahm, wie in Daubitz, Joseph Langer. Nach Rietschen wurden dann die Orte Werda, Hammerstadt, Linda, Neuliebel und Nieder Prauske gepfarrt.
Nach dem Zweiten Weltkrieg kam Rietschen zur Sowjetischen Besatzungszone und mit dem westlichen Teil der preußischen Oberlausitz wieder zum Land Sachsen. 1949 kam Rietschen an die neugegründete DDR und wurde 1952 dem Kreis Weißwasser im Bezirk Cottbus zugeordnet. 1956 wurde die Kirchgemeinde selbständig, und 1961 die Schule nochmals erweitert.

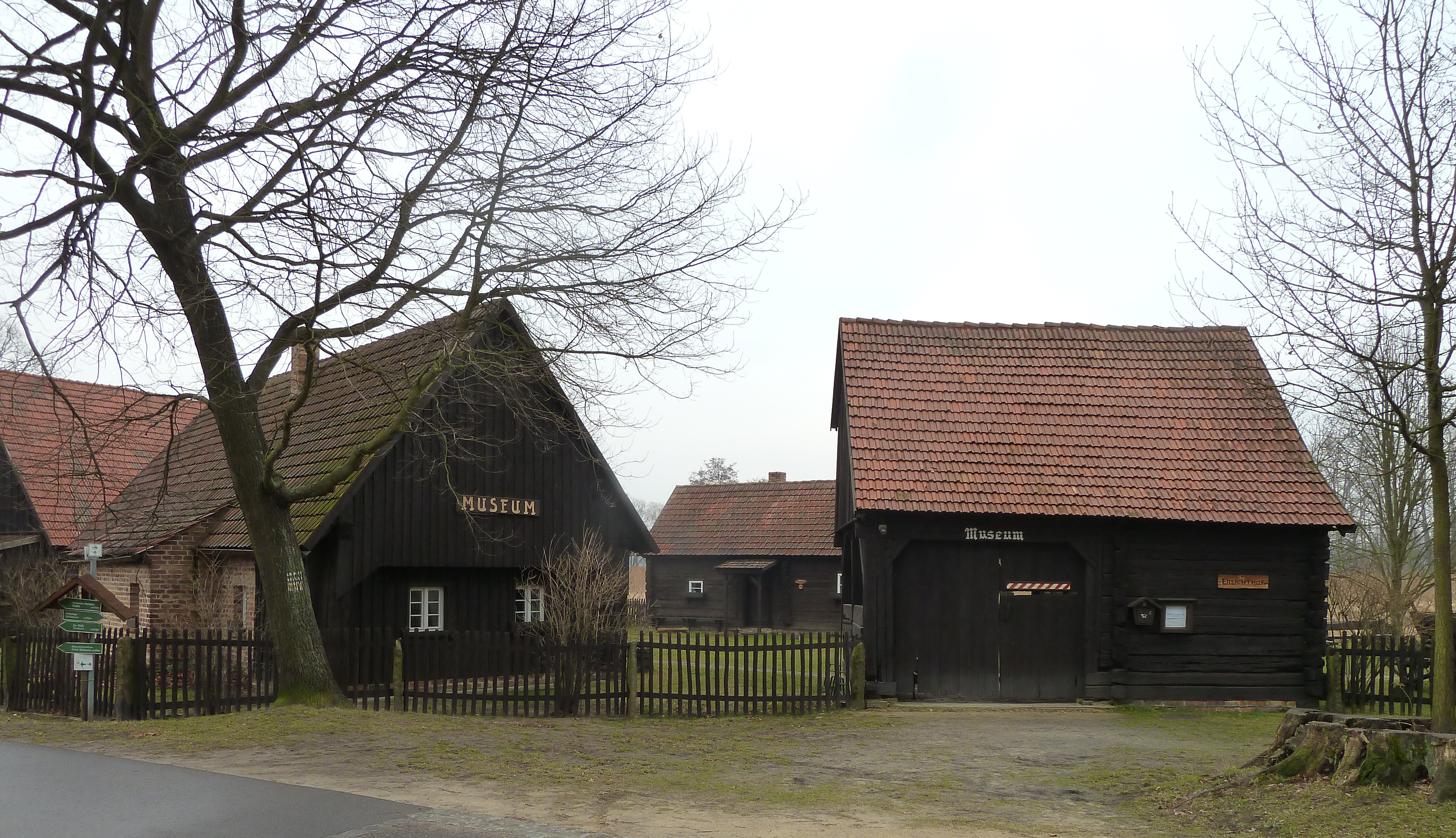
Auf dem Erlichthof, vormals das Gehöft Mocholz Nr. 31, stehen die ersten Gebäude der inzwischen entstandenen Erlichthofsiedlung

In der Wendezeit brach die Industrieproduktion in Rietschen wie auch an anderen Industriestandorten ein. Ab 1991 entstand in Rietschen am Erlichtteich die Erlichthofsiedlung aus 200–300 Jahre alten Schrotholzhäusern, die aus den im Vorfeld des Tagebaus Reichwalde gelegenen Dörfern umgesetzt wurden.

### Eingemeindungen
Am 1. April 1938 gab es eine größere Zahl von Eingemeindungen im Kreis Rothenburg, in deren Rahmen Neuliebel nach Altliebel, Nieder Prauske und Werda nach Rietschen und Mocholz nach Viereichen eingemeindet wurden.
Nachdem Neuhammer am 1. Juli 1950 und Tränke am 1. Oktober 1962 nach Rietschen kamen und die Gemeinden Altliebel und Hammerstadt am 1. Januar 1973 nach Viereichen eingegliedert wurden, war die Zahl der Gemeinden auf dem heutigen Gebiet Rietschens auf vier gesunken.
Die verbliebenen vier Gemeinden Daubitz, Rietschen, Teicha und Viereichen schlossen sich am 15. März 1992 zur jetzigen Gemeinde Rietschen zusammen.

## Politik
- WiR: 8
- WVR: 3
- CDU: 3

### Gemeinderat
Seit der Gemeinderatswahl am 9. Juni 2024 verteilen sich die 14 Sitze des Gemeinderates folgendermaßen auf die einzelnen Gruppierungen:
- Wähler in Rietschen (WiR): 8 Sitze
- Wählervereinigung Rietschen (WVR): 3 Sitze
- CDU: 3 Sitze

| Liste                       | 2024   | 2024   | 2019   | 2019   | 2014   | 2014   |
| Liste                       | Sitze  | in %   | Sitze  | in %   | Sitze  | in %   |
| --------------------------- | ------ | ------ | ------ | ------ | ------ | ------ |
| Wähler in Rietschen         | 8      | 52,4   | 9      | 66,4   | 1      | 13,0   |
| Wählervereinigung Rietschen | 3      | 25,3   | –      | –      | 10     | 59,2   |
| CDU                         | 3      | 22,2   | 5      | 33,6   | 4      | 27,7   |
| Wahlbeteiligung             | 72,9 % | 72,9 % | 68,9 % | 68,9 % | 59,4 % | 59,4 % |

### Bürgermeister
Seit 1990 war Eberhardt Meier Bürgermeister von Rietschen, bis er krankheitsbedingt 2010 aus dem Amt ausschied. Zu seinem Nachfolger wurde am 14. November 2010 Ralf Brehmer, langjähriger Bauamtsleiter in Rietschen, mit 63 % der Stimmen gewählt. Zur Wahl im Jahr 2017 war Brehmer einziger Kandidat, er erhielt 92,0 % der gültigen Stimmen. Die restlichen Wähler machten vom Recht gebrauch, bei keinem oder nur einem Kandidaten auf dem Wahlschein eine Person vorzuschlagen. Bei der Wahl 2024 wurde Brehmer mit 65,9 % der gültigen Stimmen für eine dritte Amtszeit gewählt.
| Wahl | Bürgermeister   | Vorschlag     | Wahlergebnis (in %) |
| ---- | --------------- | ------------- | ------------------- |
| 2024 | Ralf Brehmer    | Brehmer       | 65,9                |
| 2017 | Ralf Brehmer    | Brehmer       | 92,0                |
| 2010 | Ralf Brehmer    | FWV Rietschen | 63,1                |
| 2008 | Eberhardt Meier | FWV Rietschen | 96,5                |
| 2001 | Eberhardt Meier | FWV Rietschen | 86,9                |
| 1994 | Eberhardt Meier | WV R          | 80,4                |

### Umwelt- und Energiepolitik
Die Gemeinde Rietschen hat mit einem lokalen Förderprogramm energetische Sanierungen ermöglicht, unter anderem wurde in der Abwasserreinigungsanlage eine Fotovoltaikanlage mit einer Leistung von 20,4 kW installiert. Dafür wurde die Gemeinde beim Goldaudit 2017 des Europäischen Energiepreises (European Energy Award) auf Anhieb Sachsenmeister.

### Ortspartnerschaften
Rietschen unterhält mit der Gemeinde Feldkirchen (bei München) und der in der polnischen Oberlausitz gelegenen Stadt Iłowa (deutsch: Halbau) Partnerschaften.

### Wappen
Die Menschen in Rietschen waren ursprünglich vor allem in der Landwirtschaft tätig. In der zweiten Hälfte des 19. Jahrhunderts, insbesondere nach dem Anschluss an die Eisenbahnstrecke Berlin-Görlitz im Jahr 1867, verlor das Rittergut Rietschen an Bedeutung und der Ort entwickelte sich zum Industriedorf. Den 1852 bestehenden Sägewerken folgten 1872 bis 1900 drei Glashütten. 1907 begann die Gründung des Betriebs „Bergbaugesellschaft Teicha“, welche auf dem Territorium der Dörfer Teicha und Rietschen die vorhandenen Tonvorkommen ausnutzte und ab 1910 zur Produktion von Schamottesteinen abbaute. Dieses Unternehmen entwickelte sich neben der Glasherstellung zum größten Arbeitgeber des Ortes und produzierte bis zum Jahr 1991.
Der Bergbau und die Glasindustrie waren durch ihre wirtschaftliche Bedeutung neben dem Bezug auf die waldreiche natürliche Umgebung die Motivgeber für ein Wappensiegel, das sich der Ort nach dem Zweiten Weltkrieg gab, obwohl er nicht zur Stadt erhoben worden war. Eine staatliche Genehmigung zur Führung eines Wappens in der Bedeutung eines Hoheitszeichens lag nicht vor – aus der Zeit der DDR schon gar nicht, da alle Wappen und Wappensiegel spätestens mit der Siegelordnung für die örtlichen Organe der Staatsgewalt vom 21. August 1952 ihre Gültigkeit verloren. Stattdessen wurden von da ab Hammer, Zirkel und Ährenkranz einheitlich als Symbole und Staatswappen der Deutschen Demokratischen Republik neben einem jeweiligen, auf die Gemeinde bezogenen Schriftsatz im Siegel von Rietschen geführt.
Das Wappen von Rietschen wurde 2017 im Auftrag der Gemeinde Rietschen vom Magdeburger Kommunalheraldiker Jörg Mantzsch redesignt. Er wählte dafür die bisherigen Symbole Schlägel und Eisen, einen Glaskelch und eine Reihe stilisierter Nadelbäume mit einem Laubbaum in der Mitte. Diese Motive sollten auf Wunsch der Kommune beibehalten werden, um einen Identitätsverlust zu vermeiden. Allerdings mussten diese Symbole in korrekter Form und Farbe gewandelt werden.

## Persönlichkeiten

### Personen aus der Gemeinde
- Karl David Schuchardt (* 1717 in Linda; † 1781 in Spremberg bei Neusalza), evangelischer Theologe
- Friedrich Theophil Hensel (* 1798 in Daubitz; † 1869 in Dresden), Jurist und Politiker
- Kurt Stache (* 1903 in Rietschen; † im 20. Jahrhundert), Kommunist und Widerstandskämpfer gegen den Nationalsozialismus
- Joachim Nowotny (* 1933 in Rietschen; † 2014 in Leipzig), Schriftsteller
- Sascha Juritz (* 1939 in Rietschen; † 2003 in Frankfurt am Main), Maler Grafiker, Bildhauer und Verleger
- Jack Barsky (* 1949 in Rietschen als Albrecht Dittrich), deutsch-amerikanischer ehemaliger KGB-Spion
- Erich Schulze (* 1949 in Daubitz; † 2023), Landrat
- Lothar Bienst (* 1956 in Teicha), 2009 bis 2019 sächsischer Landtagsabgeordneter (CDU)

### Personen, die in der Gemeinde wirkten
- Christoph Gabriel Fabricius (1684–1757) war seit 1740 Pfarrer in Daubitz. Von ihm stammen mehrere Kirchenschriften in deutscher und sorbischer Sprache.
- Der Daubitzer Pfarrer Henner-Jürgen Havenstein (1931–2001) war 1989 Mitbegründer des Neuen Forums im Bezirk Cottbus. 1996 erhielt er den Verdienstorden der Bundesrepublik Deutschland.
- Der Daubitzer Rittergutsbesitzer Friedrich Wilhelm Heinrich von Roeder (1775–1833) war der erste Landrat des preußischen Kreises Rothenburg.

## Kultur und Sehenswürdigkeiten
- Erlichthof (Museumsdorf)
- Wolfsausstellung im Erlichthof
- Schulmuseum Daubitz

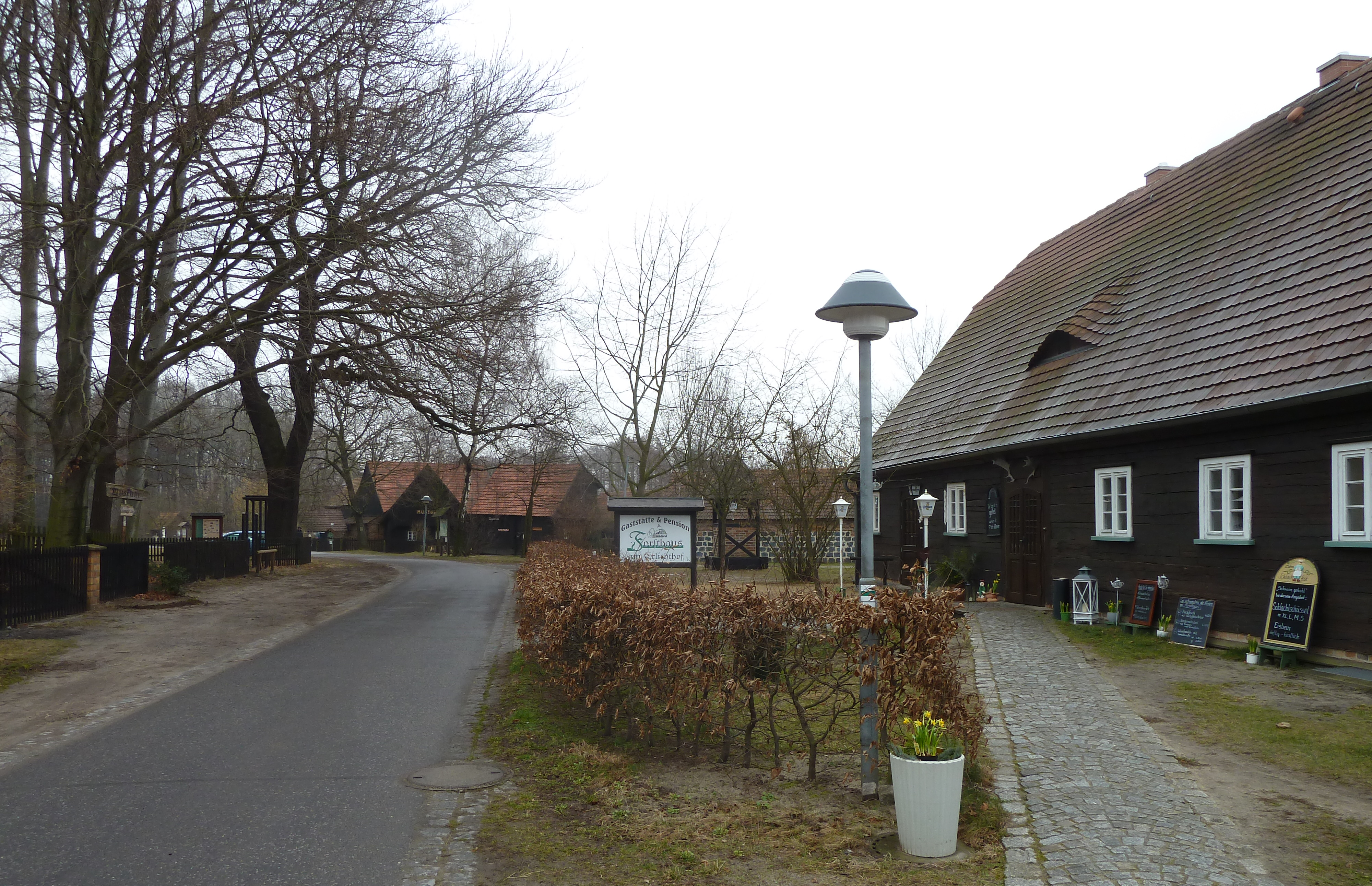
Das Forsthaus Altliebel Nr. 37 und das Gehöft Mocholz Nr. 31 (Erlichthof) stehen heute in der Erlichthofsiedlung

- Forest Village Ranch mit Bisongehege in Daubitz-Walddorf

### Bauwerke
- Schloss Daubitz mit Park

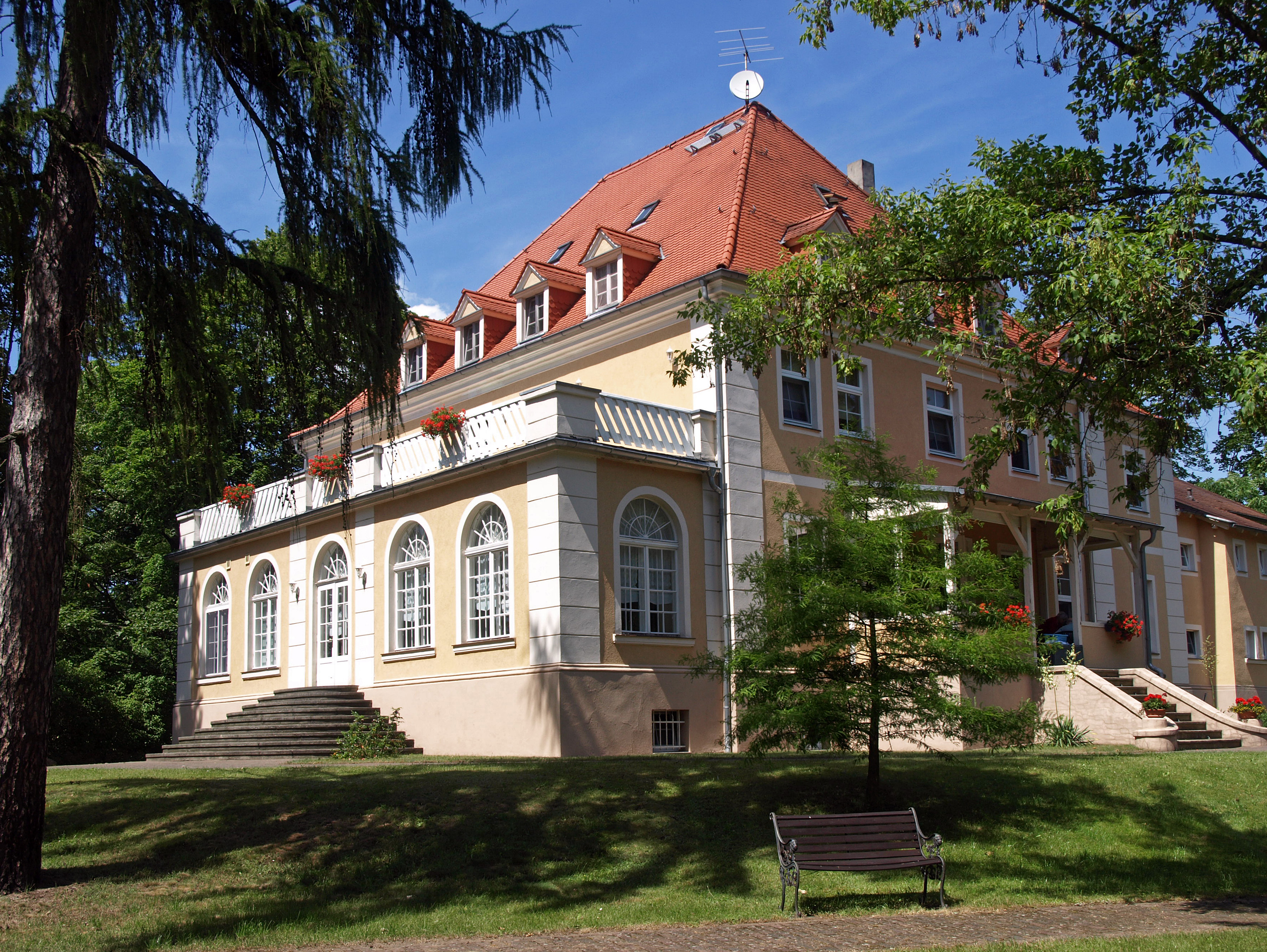
Herrenhaus Teicha (2014)

- Kirchen in Daubitz und in Rietschen
- Herrenhaus Teicha

### Bildungseinrichtungen
- Grundschule Daubitz
- Freie Schule Rietschen

### Regelmäßige Veranstaltungen
- St.Georgsfest in Daubitz am letzten April-Wochenende
- Kinder- und Straßenfest in Werda am ersten Juli-Wochenende jedes Jahres
- Countryfest in Daubitz am letzten Juni-Wochenende jedes Jahres
- Herbstfest im September/Oktober: 2017 das 24. Natur- und Fischerfest am Erlichthof und Erlichtteich[9]
- Wichtelfest am 1. Advent
- Faschingsveranstaltungen des Rietschener Karnevals Club e. V. im Februar und November
- Oktoberfest im September/Oktober

### Naturschutz
- Siehe auch: Liste der Naturdenkmale in Rietschen

## Verkehr
Der Haltepunkt Rietschen liegt an der Bahnstrecke Berlin–Görlitz. Es halten Züge der Linie RB 65 der Relation Cottbus–Görlitz–Zittau, die von der Ostdeutschen Eisenbahn betrieben wird.